# Shanghai Dong Hao Lansheng Nuzi Paiqiu Julebu 2015-2016
Questa voce raccoglie le informazioni riguardanti lo Shanghai Dong Hao Lansheng Nuzi Paiqiu Julebu nelle competizioni ufficiali della stagione 2015-2016.

## Organigramma societario
Area direttiva
- Presidente: Hua Mengwei

Area tecnica
- Allenatore: He Jiong
- Secondo allenatore: Zhang Liming
- Assistente allenatore: Wu Xiaodong

Area sanitaria
- Medico: Ou Wei
- Fisioterapista: Wang Zhiteng

## Rosa
| N° | Nome         | Ruolo | Data di nascita  | Nazionalità sportiva |
| -- | ------------ | ----- | ---------------- | -------------------- |
| 1  | Wang Weiyi   | L     | 20 giugno 1995   | Cina                 |
| 2  | Liu Zhening  | S/O   | 1999             | Cina                 |
| 3  | Lou Jialin   | L     | 2 marzo 1992     | Cina                 |
| 4  | Gu Xinwei    | S/O   | 22 maggio 1991   | Cina                 |
| 5  | Zhang Yichan | S     | 11 febbraio 1991 | Cina                 |
| 6  | Zhu Huijing  | C     | 6 marzo 1988     | Cina                 |
| 7  | Qin Siyu     | S/O   | 2 maggio 1994    | Cina                 |
| 8  | Zhang Lei    | S/O   | 11 gennaio 1985  | Cina                 |
| 9  | Yang Jie     | S     | 1º marzo 1994    | Cina                 |
| 10 | Xu Jiujing   | C     | 13 luglio 1995   | Cina                 |
| 11 | Cui Ziting   | C     | 19 febbraio 1996 | Cina                 |
| 12 | Sarah Pavan  | S/O   | 16 agosto 1986   | Canada               |
| 13 | Liu Zeyu     | C     | 16 luglio 1999   | Cina                 |
| 14 | Ji Xiaochen  | P     | 2 agosto 1994    | Cina                 |
| 15 | Ma Yunwen    | C     | 19 ottobre 1986  | Cina                 |
| 16 | Bian Yuqian  | P     | 14 giugno 1990   | Cina                 |
| 18 | Senna Ušić   | S     | 14 maggio 1986   | Croazia              |
| 19 | Xie Yue      | S     | 25 giugno 1995   | Cina                 |
| 20 | Ma Danni     | C     | 10 febbraio 1998 | Cina                 |

## Mercato
| Acquisti | Acquisti    | Acquisti        | Acquisti      |
| R.       | Nome        | da              | Modalità      |
| -------- | ----------- | --------------- | ------------- |
| S        | Chen Yina   | Shandong        | fine prestito |
| S/O      | Liu Zhening | giovanili       | definitivo    |
| S/O      | Sarah Pavan | GS Caltex Seoul | definitivo    |
| C        | Liu Zeyu    | giovanili       | definitivo    |
| C        | Ma Danni    | giovanili       | definitivo    |

| Acquisti | Acquisti         | Acquisti | Acquisti   |
| R.       | Nome             | da       | Modalità   |
| -------- | ---------------- | -------- | ---------- |
| S/O      | Gao Jialing      | -        | ritirata   |
| S/O      | Margareta Kozuch | River    | definitivo |
| S        | Li Mohua         | -        | ritirata   |
| S        | Xi Xi            | ?        | definitivo |
| S        | Chen Yina        | Yunnan   | prestito   |

## Risultati

### Volleyball League A

#### Regular season

##### Prima fase
| 1ª giornata - 31 ottobre 2015 Changzhou University Gymnasium, Changzhou | Jiangsu  | 3 - 2 | Shanghai | 22-25, 25-19, 25-22, 26-28, 15-10 |
| 2ª giornata - 3 novembre 2015 Luwan Gymnasium, Shanghai                 | Shanghai | 3 - 0 | Sichuan  | 25-23, 25-16, 25-18               |
| 3ª giornata - 7 novembre 2015 Fujian Olympic Sports Center, Fuzhou      | Fujian   | 3 - 2 | Shanghai | 18-25, 25-21, 25-18, 18-25, 15-13 |
| 4ª giornata - 10 novembre 2015 Luwan Gymnasium, Shanghai                | Shanghai | 3 - 1 | Tianjin  | 25-18, 25-18, 26-28, 25-16        |
| 5ª giornata - 14 novembre 2015 Zibo City Sports Center Arena, Zibo      | Shandong | 0 - 3 | Shanghai | 22-25, 20-25, 15-25               |
| 6ª giornata - 17 dicembre 2015 Luwan Gymnasium, Shanghai                | Shanghai | 2 - 3 | Jiangsu  | 25-15, 25-17, 21-25, 23-25, 12-15 |
| 7ª giornata - 21 dicembre 2015 Shuangliu County Sports Center, Chengdu  | Sichuan  | 3 - 0 | Shanghai | 25-22, 25-21, 25-21               |
| 8ª giornata - 24 dicembre 2015 Luwan Gymnasium, Shanghai                | Shanghai | 3 - 2 | Fujian   | 25-27, 25-20, 21-25, 25-18, 15-7  |
| 9ª giornata - 28 dicembre 2015 Tianjin People's Gymnasium, Tientsin     | Tianjin  | 2 - 3 | Shanghai | 25-23, 21-25, 25-23, 18-25, 12-15 |
| 10ª giornata - 1º dicembre 2015 Luwan Gymnasium, Shanghai               | Shanghai | 3 - 0 | Shandong | 25-16, 25-15, 25-13               |

##### Seconda fase
| 11ª giornata - 5 dicembre 2015 Nationality College Gymnasium, Dalian | Liaoning | 0 - 3 | Shanghai | 22-25, 16-25, 21-25               |
| 12ª giornata - 8 dicembre 2015 Yuanping Gymnasium, Shenzhen          | Bayi     | 3 - 0 | Shanghai | 25-16, 25-23, 25-22               |
| 13ª giornata - 12 dicembre 2015 Chinwoo Stadium, Shanghai            | Shanghai | 3 - 0 | Liaoning | 25-21, 25-22, 25-20               |
| 14ª giornata - 15 dicembre 2015 Chinwoo Stadium, Shanghai            | Shanghai | 3 - 1 | Bayi     | 29-31, 25-18, 25-17, 25-19        |
| 15ª giornata - 19 dicembre 2015 Glory Stadium, Pechino               | Beijing  | 3 - 0 | Shanghai | 25-23, 25-17, 25-20               |
| 16ª giornata - 22 dicembre 2015 Jiashan County Coliseum, Jiaxing     | Zhejiang | 1 - 3 | Shanghai | 25-20, 15-25, 19-25, 28-30        |
| 17ª giornata - 26 dicembre 2015 Luwan Gymnasium, Shanghai            | Shanghai | 2 - 3 | Beijing  | 21-25, 22-25, 25-23, 25-14, 18-20 |
| 18ª giornata - 29 dicembre 2015 Luwan Gymnasium, Shanghai            | Shanghai | 3 - 2 | Zhejiang | 20-25, 25-14, 24-26, 25-18, 15-13 |

#### Play-off scudetto

##### Semifinale
| Gara 1 - 1º gennaio 2016 Luwan Gymnasium, Shanghai                 | Shanghai | 3 - 1 | Jiangsu  | 21-25, 25-19, 25-21, 25-23       |
| Gara 2 - 3 gennaio 2016 Luwan Gymnasium, Shanghai                  | Shanghai | 3 - 0 | Jiangsu  | 25-16, 25-21, 25-17              |
| Gara 3 - 7 gennaio 2016 Changzhou University Gymnasium, Changzhou  | Jiangsu  | 3 - 1 | Shanghai | 23-25, 25-15, 25-9, 25-23        |
| Gara 4 - 9 gennaio 2016 Changzhou University Gymnasium, Changzhou  | Jiangsu  | 3 - 1 | Shanghai | 13-25, 25-22, 25-13, 25-18       |
| Gara 5 - 10 gennaio 2016 Changzhou University Gymnasium, Changzhou | Jiangsu  | 3 - 2 | Shanghai | 25-18, 25-27, 14-25, 25-19, 15-9 |

##### Finale 3º posto
| Gara 1 - 14 gennaio 2015 Luwan Gymnasium, Shanghai    | Shanghai | 3 - 0 | Bayi     | 25-23, 25-16, 25-23              |
| Gara 2 - 16 gennaio 2015 Luwan Gymnasium, Shanghai    | Shanghai | 3 - 0 | Bayi     | 25-23, 25-20, 25-23              |
| Gara 3 - 21 gennaio 2015 Yuanping Gymnasium, Shenzhen | Bayi     | 3 - 2 | Shanghai | 25-15, 24-26, 25-18, 26-28, 15-8 |
| Gara 4 - 23 gennaio 2015 Yuanping Gymnasium, Shenzhen | Bayi     | 1 - 3 | Shanghai | 25-22, 19-25, 17-25, 19-25       |

## Statistiche

### Statistiche di squadra
| Competizione        | Punti | In casa | In casa | In casa | In trasferta | In trasferta | In trasferta | Totale | Totale | Totale |
| Competizione        | Punti | G       | V       | P       | G            | V            | P            | G      | V      | P      |
| ------------------- | ----- | ------- | ------- | ------- | ------------ | ------------ | ------------ | ------ | ------ | ------ |
| Volleyball League A | 25    | 13      | 11      | 2       | 14           | 5            | 9            | 25     | 16     | 11     |
| Totale              | -     | 13      | 11      | 2       | 14           | 5            | 9            | 25     | 16     | 11     |

G = partite giocate; V = partite vinte; P = partite perse

### Statistiche dei giocatori
| Giocatore | Volleyball League A | Volleyball League A | Volleyball League A | Volleyball League A | Volleyball League A | Totale | Totale | Totale | Totale | Totale |
| Giocatore | P                   | PT                  | AV                  | MV                  | BV                  | P      | PT     | AV     | MV     | BV     |
| --------- | ------------------- | ------------------- | ------------------- | ------------------- | ------------------- | ------ | ------ | ------ | ------ | ------ |
| Bian Y.   | ?                   | ?                   | ?                   | ?                   | ?                   | ?      | ?      | ?      | ?      | ?      |
| Cui Z.    | ?                   | ?                   | ?                   | ?                   | ?                   | ?      | ?      | ?      | ?      | ?      |
| Gu X.     | ?                   | ?                   | ?                   | ?                   | ?                   | ?      | ?      | ?      | ?      | ?      |
| Ji X.     | ?                   | ?                   | ?                   | ?                   | ?                   | ?      | ?      | ?      | ?      | ?      |
| Liu Z.Y.  | ?                   | ?                   | ?                   | ?                   | ?                   | ?      | ?      | ?      | ?      | ?      |
| Liu Z.N.  | ?                   | ?                   | ?                   | ?                   | ?                   | ?      | ?      | ?      | ?      | ?      |
| Lou J.    | ?                   | ?                   | ?                   | ?                   | ?                   | ?      | ?      | ?      | ?      | ?      |
| Ma Y.     | ?                   | ?                   | ?                   | ?                   | ?                   | ?      | ?      | ?      | ?      | ?      |
| Ma D.     | ?                   | ?                   | ?                   | ?                   | ?                   | ?      | ?      | ?      | ?      | ?      |
| Qin S.    | ?                   | ?                   | ?                   | ?                   | ?                   | ?      | ?      | ?      | ?      | ?      |
| S. Pavan  | ?                   | 530                 | 452                 | 43                  | 35                  | ?      | 530    | 452    | 43     | 35     |
| S. Ušić   | ?                   | 329                 | 294                 | 26                  | 9                   | ?      | 329    | 294    | 26     | 9      |
| Wang W.   | ?                   | ?                   | ?                   | ?                   | ?                   | ?      | ?      | ?      | ?      | ?      |
| Xie Y.    | ?                   | ?                   | ?                   | ?                   | ?                   | ?      | ?      | ?      | ?      | ?      |
| Xu J.     | ?                   | ?                   | ?                   | 82                  | 31                  | ?      | ?      | ?      | 82     | 31     |
| Yang J.   | ?                   | ?                   | ?                   | ?                   | ?                   | ?      | ?      | ?      | ?      | ?      |
| Zhang L.  | ?                   | ?                   | ?                   | ?                   | ?                   | ?      | ?      | ?      | ?      | ?      |
| Zhang Y.  | ?                   | 331                 | 278                 | 29                  | 24                  | ?      | 331    | 278    | 29     | 24     |
| Zhu H.    | ?                   | ?                   | ?                   | ?                   | ?                   | ?      | ?      | ?      | ?      | ?      |

P = presenze; PT = punti totali; AV = attacchi vincenti; MV = muri vincenti; BV = battute vincenti